# Ordre de l'Osmaniye
L'ordre de l'Osmaniye est un ancien ordre honorifique de l'Empire ottoman fondé en 1861 par le sultan Abdülaziz (1861-1876). Cette décoration était attribuée pour récompenser des services civils et militaires aussi bien aux ressortissants turcs qu'étrangers. Il fut supprimé lors de l'avènement de la République turque en 1922.

## Historique
Abdülaziz (1861-1876), frère et successeur du défunt Abdülmecit Ier, fonda le 9 décembre 1861, six mois après son accession au trône, un nouvel ordre de mérite. Il plaça celui-ci sous l’égide d’Osman Gazi (1299-1326) fondateur de l’Empire ottoman, ce qui lui permit de supplanter en prestige le Medjidié.
Doté de statuts très similaires à ceux de son prédécesseur, il fut au départ divisé en trois classes, puis en quatre à partir de 1867. Les étrangers étaient admissibles.

## Insignes de l'ordre et leurs ports
Les insignes se composent :
- d'un insigne, d’or pour les deux premières classes et d’argent pour les deux suivantes, conserva la forme d’une étoile à sept branches, émaillées de vert et anglées de raies d’argent ; le médaillon central d’émail rouge portait, au-dessus du croissant ottoman, une longue inscription en arabe signifiant : Celui qui est soutenu par le concours céleste, Abdul Aziz Khan, souverain de l'Empire ottoman. Le centre du revers portait un cartouche avec l’année musulmane 699, pour 1299, date de fondation de l’empire, en dessous figurait un trophée composé de drapeaux et tambours.
- d'une plaque en argent à huit pointes, simplement ornée du centre de l’insigne
- d'un ruban qui reprit les couleurs inversées de celles du Medjidié vert liseré rouge.

Le port des insignes
- La 1re classe comprend : un cordon passé de l'épaule droite à hanche gauche portant un bijou en or à l'extrémité, ainsi qu'une plaque portée au côté gauche;
- La 2e classe comprend : un insigne en or porté en sautoir, ainsi qu'une plaque portée au côté gauche;
- La 3e classe comprend : un insigne en argent porté en sautoir;
- La 4e classe comprend : un insigne en argent porté sur la poitrine gauche.

## Insignes «avec diamants»
Les insignes enrichis de diamants, hors quotas, et à la seule discrétion du sultan, constituaient une distinction particulière. La première classe avec diamants devint ainsi tout naturellement l’objet d’échanges entre souverains, chefs d'État.

## Récipiendaires
Par ordre alphabétique :
- Napoléon III, empereur des Français.
- Philippe comte de Flandre, prince de Belgique.
- Jean-Baptiste Philibert Vaillant, maréchal de France.
- Henri Joseph Brugère, polytechnicien, général de division, vice-président du Conseil supérieur de la guerre.
- Michel Pacha, marin et homme d'affaires français.
- Charles d'Abzac, colonel d'infanterie (ESM Saint Cyr, promotion du Sultan).
- Sir Adolphus Slade, officier naval et auteur britannique.
- Léon Faure, industriel français en Turquie et conseiller de Mustafa Kemal.
- Comte Paul de Smet de Naeyer, Premier ministre de Belgique.